# Карачинська Ельвіра Тихонівна
Карачинська Ельвіра Тихонівна (нар. 13 червня 1939, Ізюм, Харківська обл. — пом. лютий 2019, Харків) ― українська бібліотекарка, бібліотекознавиця, науковиця в галузі каталогознавства і каталогізації, педагог, доцент.

## Біографія
Ельвіра Тихонівна Карачинська народилася 13 червня 1939 року в Ізюмі Харківської області у сім'ї робітника. У 1962 році закінчила Харківський державний бібліотечний інститут, отримала диплом бібліотекаря-бібліографа вищої кваліфікації. Трудову діяльність почала в бібліотеці Харківського сільськогосподарського інституту. У 1966 році завідувач кафедри бібліотечних фондів і каталогів Харківського державного інституту культури Є. П. Тамм запросив Е. Т. Карачинську працювати на посаді викладача. Викладала основні курси каталогознавчого циклу: «Бібліотечні каталоги», «Аналітико-синтетична обробка документів», «Інформаційно-пошукові системи» тощо. Вона оновила їхній зміст і структуру, розробила оригінальні авторські програми та навчально-методичне забезпечення, яке згодом запозичили інші заклади вищої освіти бібліотечно-інформаційного профілю не лише України, а й інших країн. Ельвіра Тихонівна Карачинська однією з перших розробила програму курсу «Інформаційно-пошукові системи».
Наукові інтереси стосувалися загальної і спеціальної методики систематизації і предметизації літератури з різних галузей знань, різних видів документів; теорії та організації систематичних і предметних каталогів; формуванню системи каталогів і картотек; теоретичних та історичних аспектів індексування документів; централізованої каталогізації та іншого. Вивчала розвиток і сучасний стан централізованої каталогізації в Україні.
Науковиця часто виступала на науково-практичних конференціях, методичних семінарах, нарадах тощо. Крім того, викладала на факультетах і курсах підвищення кваліфікації викладачів і бібліотечних фахівців. Упродовж тривалого часу Ельвіра Тихонівна була науковим керівником науково-дослідних робіт кафедри «Специфіка викладання навчальних дисциплін каталогознавчого і фондознавчого циклу», входила до складу науково-методичної ради ХДІК, очолювала науково-методичну раду бібліотечного факультету.
За високу професійну майстерність, плідну навчально-виховну роботу та заслуги перед бібліотечною наукою й освітою Ельвіру Тихонівну Карачинську неодноразово нагороджували почесними грамотами, їй оголошували подяки, а в грудні 1989 року Е. Карачинській присуджено вчене звання доцента без захисту кандидатської дисертації.
Е. Карачинська в 1997 році за власним бажанням звільнилася з інституту культури та зосередилася на дослідженні валеології як наукової і навчальної дисципліни, якою вона захоплювалася упродовж тривалого часу. Ельвіра Тихонівна працювала доцентом на кафедрі валеології Харківського національного університету ім. В. Н. Каразіна, однак підтримувала зв'язок із кафедрою книгознавства та фондознавства ХДАК, поєднувала валеологічні знання з проблемами каталогізації: на замовлення Міжнародного консорціуму Універсальної десяткової класифікації працювала над визначенням місця, розробленням змісту і структуру розділу «Валеологія» в системі УДК.
Ельвіра Тихонівна Карачинська пішла з життя у лютому 2019 року.

## Науковий доробок
Науковиця — автор понад 50 наукових і навчально-методичних праць, співавтор п'яти підручників навчальних посібників: «Класифікація творів друку» (1973), «Предметний каталог. Система каталогів. Централізована каталогізація» (1975), «Систематизация произведений печати. Систематический каталог» (1982), «Предметизация произведений печати. Предметний каталог» (1992), «Аналітико-синтетична обробка документів» (1996), які й понині використовуються в навчальному процесі та практичній діяльності бібліотек України.
- Класифікація творів друку: учб. посіб. / Е. Т. Карачинська, Л. І. Котенко, Д. А. Кумок, Т. Ф. Марченко, Є. П. Тамм ; Харків. держ. ін-т культури. — Харків: [б. в.], 1973. — 158 с.
- Предметний каталог. Система каталогів. Централізована каталогізація: учб. посіб. / Карачинська Е. Т., Котенко Л. І., Кумок Д, А., Марченко Т. Ф., Мільман В. А., Тамм Є. П, Удалова В. К. ; за заг. ред. Є. П. Тамма ; Харків. держ. ін-т культури. — Харків: [б. в.], 1975. —138 с.
- Котенко Л. І. Розвиток книгоопису в Українській РСР (1921—1927) / Л. І. Котенко, Е. Т. Карачинська // Бібліотекознавство і бібліографія: респ. міжвід. наук.-метод. зб. / Харків. держ. ін-т культури. — Xарків, 1981. — Вип. 21. — С. 73–83.
- Систематизация произведений печати. Систематический каталог: учеб. пособие / Харьков. гос. ин-т культуры ; В. К. Удалова, Э. Т. Карачинская, Д. А. Кумок, Т. Ф. Марченко ; под общ. ред. Е. П. Тамма. — Xарьков: [Ин-т культуры], 1982. — 97 с.
- Котенко Л. І. Розвиток книгоопису в Українській РСР (1928—1941) /Л. І. Котенко, Е. Т. Карачинська // Бібліотекознавство і бібліографія: респ. міжвід. наук.-метод. зб. / Харків. держ. ін-т культури. — Харків, 1982. — Вип. 22. — С. 78–86.
- Карачинская Э. Т. Предметизация произведений печати. Предметний каталог: учеб. пособие / Э. Т. Карачинская, В. К. Удалова ; Харьков. гос. ин-т культуры. —Харьков: [Харьков. гос. ин-т культуры], 1987. — 88 с.
- Карачинська Е. Т. Самостійна робота студентів — важливий засіб удосконалення підготовки спеціалістів / Е. Т. Карачинська // Бібліотекознавство і бібліографія / Харків. держ. ін-т культури. — Харків, 1989. — Вип. 29. — С. 82–89.
- Карачинська Е. Т. Бібліотечні каталоги: навч. посіб. / Е. Т. Карачинська, В. К. Удалова. — Харків: Основа, 1992. — 160 с.
- Аналітико-синтетична обробка документів: підручник / Харків. держ. ін-т культури ; уклад.: Е. Т. Карачинська, Є. А. Медведєва, В. К. Удалова, Л. Г. Хромченко ; за заг. ред. В. К. Удалової. — Харків: [б. в.], 1996. — 257 с.